# 多尼湖
多尼湖（Dorney Lake），也稱為伊頓公學划船中心（Eton College Rowing Centre）或伊頓多尼（Eton Dorney，作为2012年夏季奥运会場館时），是位於英格蘭白金漢郡多尼的划船專用湖。湖是伊頓公學私人擁有的，花了1,700萬元英鎊發展資金建造的。經過10多年的建設，於2006年完工啟用。本湖是2012年夏季奧林匹克運動會划船和輕艇靜水比賽的場地。

## 賽事
- 世界盃划船賽 2005年5月26月至5月28日
- Coupe de la Jeunesse 2005年7月29日至7月31日
- 世界划船錦標賽 2006年8月20日至8月27日
- 世界青少年划船錦標賽 2011年8月3日至8月7日
- 2012年夏季奧林匹克運動會 (7月27日至8月12日: 划船，7月28日至8月4日輕艇靜水)[1]
- 2012年夏季帕拉林匹克運動會 (8月31日至9月2日: 划船)

## 外部連結
- 多尼湖官方網站（页面存档备份，存于）